# Valašské Klobouky
Valašské Klobouky é uma cidade checa localizada na região de Zlín, distrito de Zlín.